# 54288 Daikikawasaki
54288 Daikikawasaki este un asteroid din centura principală de asteroizi.

## Descriere
54288 Daikikawasaki este un asteroid din centura principală de asteroizi. A fost descoperit pe 4 mai 2000 la Nanyo de Tomimaru Okuni. Asteroidul prezintă o orbită caracterizată de o semiaxă mare de 2,62 ua, o excentricitate de 0,19 și o înclinație de 11,9° în raport cu ecliptica.